# 博硕克图
博硕克图济农（1565年—1626年），蒙古族，明朝人称他为卜失兔、卜失兔阿不害。布延巴图尔鸿台吉长子。

## 生平
1572年，明朝封其为千户。1573年，布延巴图尔鸿台吉去世，博硕克图承袭都督同知之位。1577年，承袭济农，得切尽黄台吉辅佐。驻在黄河河套及以西，和明朝在红山（今榆林北10里）、清水营（今灵武东80里）互市。1584年之后，因为明朝封赏不均，和明朝起兵端。1587年，不听母亲太虎罕同（太后哈屯）的劝说，和明朝开战，受伤，女儿被俘，损失惨重。1592年，和庄秃赖等率兵到宁夏帮助哱拜反抗明朝，被李如松击败，1596年，征讨西图伯特，控制沙喇卫郭尔（今裕固族）。济农部（鄂尔多斯部）分为四十二部，济农不能节制。信仰佛教，用宝石金银装饰《甘珠尔经》，修造金佛，尊迈达哩呼图克图为大慈诺们汗，得到转金轮匝噶喇斡尔第彻辰济农汗的尊号。

## 家庭
- 子：

1. 策凌额尔德尼洪台吉
2. 林沁易叶齐岱青（额璘臣）（后为鄂尔多斯左翼中旗郡王）
3. 图巴台吉
4. 吹拉台吉[1][2]